# Piano complesso

Rappresentazione grafica dei numeri complessi. L'asse Y mostra il coefficiente della parte immaginaria, l'asse X la parte reale del numero.

In analisi complessa, il piano complesso (chiamato anche piano di Argand-Gauss) è una rappresentazione bidimensionale dell'insieme dei numeri complessi. Può essere pensato come un piano cartesiano modificato, con la parte reale rappresentata sull'asse delle ascisse, detto per questo asse reale, e la parte immaginaria rappresentata sull'asse delle ordinate, detto quindi asse immaginario.

## Storia
Il piano complesso è a volte chiamato piano di Argand per il suo uso nei diagrammi di Argand. La sua creazione è generalmente attribuita a Jean-Robert Argand, in parallelo con Carl Friedrich Gauss, per cui viene da alcuni anche definito piano di Gauss. Per non sminuire uno o l'altro matematico viene anche definito piano di Argand-Gauss anche se fu descritto per la prima volta nel 1799 dal matematico norvegese-danese Caspar Wessel.

## Uso
Il concetto del piano complesso consente una interpretazione geometrica dei numeri complessi. Sotto addizione, i numeri complessi si sommano come vettori, mentre la moltiplicazione di numeri complessi può essere geometricamente espressa usando le coordinate polari, dove il modulo del prodotto è il prodotto dei moduli dei fattori e l'argomento del prodotto (angolo dall'asse reale) è la somma degli angoli dei fattori.
I diagrammi di Argand sono frequentemente usati per graficare la posizione dei poli o di zeri di una funzione nel piano complesso.

## Uso e notazioni
Un numero complesso può essere separato in parte reale e immaginaria:
{\displaystyle z=x+iy,}
dove {\displaystyle x} e {\displaystyle y} sono numeri reali, e {\displaystyle i} è l'unità immaginaria. I numeri reali sono in corrispondenza biunivoca con i punti della retta reale euclidea. In questa notazione, il numero complesso {\displaystyle z} corrisponde al punto {\displaystyle (x,y)} del piano cartesiano. L'ascissa è data da {\displaystyle x=\mathrm {Re} (z)} (la parte reale, l'asse delle {\displaystyle x}) e l'ordinata da {\displaystyle y=\mathrm {Im} (z)} (la parte immaginaria, l'asse delle ordinate).
Nel piano cartesiano, il punto {\displaystyle (x,y)} può anche essere rappresentato in coordinate polari come:
{\displaystyle (x,y)=(r\cos \theta ,r\sin \theta )}
dove il modulo {\displaystyle r} e la fase {\displaystyle \theta } sono ricavate (per {\displaystyle x>0}) dalle formule
{\displaystyle r={\sqrt {x^{2}+y^{2}}};\quad \theta =\arctan {\frac {y}{x}}.}
Per il calcolo della fase si può usare la funzione arcotangente2.